# Optima Telekom
OT–Optima Telekom d.d. (skraćeno OT) telekomunikacijski je operator na hrvatskom tržištu. Osnovan je 2004. godine, a u potpunom je vlasništvu tvrtke Telemach Hrvatska. Putem vlastite infrastrukture, kao i putem bitstreama, nudi usluge fiksne telefonije, pristupa Internetu te digitalne televizije (IPTV) na teritoriju čitave Republike Hrvatske. 
U svrhu pružanja potpune podrške korisnicima, Optima Telekom ima svoje urede te prodajne i tehničke timove i vlastite zaposlenike u Zagrebu, Splitu, Rijeci, Osijeku, Varaždinu, Zadru, Dubrovniku, Puli, Sisku i Bujama. U Osijeku se nalazi i kontaktni centar Optima Telekoma, korisnicima dostupan 24 sata dnevno. Prvi je u regiji ispunio uvjete za dobivanje certifikata prema Europskoj normi za kontaktne centre EN 15838.
Optima Telekom nositelj je i međunarodnog certifikata upravljanja informacijskom sigurnošću, ISO/IEC norme 27001:2013 te certifikata upravljanja kvalitetom, ISO norme 9001:2008.

## Vanjske poveznice
- Službena stranica
- Optima Telekom na Facebooku
- Optima Telekom na Instagramu
- Optima Telekom na YouTubeu